# Nikkō bugyō
Les Nikkō bugyō (日光奉行) sont des fonctionnaires du shogunat Tokugawa à l'époque d'Edo au Japon. Les nominations à ce poste éminent sont généralement réservées aux fudai daimyo. L'interprétation classique de ce titre japonais est « commissaire » ou « surveillant » ou « gouverneur ».
Nikkō abrite le mausolée du shogun Tokugawa Ieyasu (Nikkō Tōshō-gū) et celui de son petit-fils Iemitsu (Iemitsu-byō Taiyū-in), ainsi que le Futarasan-jinja, qui date de 767 et le Rinnō-ji, fondé en 782. Le Nikkō Tōshō-gū, achevé en 1617, devient une attraction majeure de visiteurs dans la région pendant l'époque d'Edo. Un certain nombre de nouvelles routes sont construites durant cette période pour faciliter l'accès à Nikkō en provenance des régions environnantes.
Ce titre du bakufu désigne un fonctionnaire responsable de l'administration de la zone qui englobe le complexe de temple de la montagne Tōshō-gū à Nikkō. Le nombre de titulaires simultanés du titre varie avec le temps.

## Ville shogunale
Durant cette période, un certain nombre de zones urbaines — dont Edo, Kyoto, Nagasaki, Nara, Nikkō et Osaka — sont considérées particulièrement importantes, et certaines sont désignées « ville shogunale ».  Le nombre de ces villes shogunales passe de trois à onze sous l'administration Tokugawa.

## Liste deNikkō bugyō
- Kan'o Haruhide (-1746)[3] simultanément kanjō-bugyō (1737-1753)[pas clair].